# Corn Holm
Corn Holm è una piccola isola tidale disabitata nell'arcipelago delle Orcadi, in Scozia. È situata al largo di Copinsay, verso ovest.

## Geologia e geografia
L'isola è costituita da arenaria rossa.
Durante la bassa marea è collegata a Copinsay da un segmento di terra chiamato "Isle Rough", oltre che agli isolotti Black Holm e Ward Holm.